# Macedónia do Norte
A Macedónia do Norte (português europeu) ou Macedônia do Norte (português brasileiro) (em macedônio: Северна Македонија; romaniz.: Severna Makedonija) ou oficialmente República da Macedónia do Norte (em macedônio: Република Северна Македонија; Republika Severna Makedonija), é um país localizado na península balcânica, no sudeste da Europa. É um dos estados sucessores da antiga Iugoslávia, da qual declarou independência em 1991.
O país tornou-se membro das Organizações das Nações Unidas em 1993, mas, como resultado de uma disputa com a Grécia sobre o uso do nome Macedônia, foi admitido sob a descrição provisória de antiga República jugoslava da Macedónia (ARJM)  (português europeu) ou antiga República iugoslava da Macedônia (ARIM) (português brasileiro) (em macedônio: Поранешна Југословенска Република Македонија — ПЈРМ), um termo que também é usado por organizações internacionais como a União Europeia, o Conselho da Europa e a OTAN. Em 17 de junho de 2018, a República da Macedônia e a Grécia assinaram o acordo de Prespa, que faria com que o país mudasse seu nome para República da Macedônia do Norte, após um referendo nacional, em 30 de setembro, sobre o assunto e sobre a legislação aprovada pelo parlamento. Em 11 de janeiro de 2019, o parlamento macedônio aprovou a emenda constitucional que alterou o nome do país e, em 25 de janeiro, a Grécia aprovou o acordo, bem como retirou o seu veto à adesão da República da Macedônia do Norte à OTAN e à União Europeia.
Um país sem saída para o mar, a Macedônia do Norte faz fronteira com o Kosovo ao noroeste, a Sérvia ao norte, a Bulgária a leste, a Grécia ao sul e a Albânia a oeste. Constitui aproximadamente o terço do noroeste da maior região geográfica da Macedônia, que também compreende as partes vizinhas do norte da Grécia e pequenas porções do sudoeste da Bulgária e sudeste da Albânia. A geografia do país é definida principalmente por montanhas, vales e rios. A capital e maior cidade, Escópia, abriga cerca de um quarto dos 2,06 milhões de habitantes do país, cuja maioria é de etnia macedônica, um povo eslavo do sul. Os albaneses formam uma minoria significativa (em torno de 25%), seguidos pelos turcos, ciganos, sérvios, bósnios, arromenos e outros.
A história da região remonta à Antiguidade, começando com o reino de Peônia, provavelmente uma política mista traco-ilíria. No final do século VI a.C., a área foi incorporada ao Império Aquemênida Persa, depois anexada pelo Reino da Macedônia no século IV a.C. Os romanos conquistaram a região no século II a.C. e fizeram dela parte da província muito maior da Macedônia. A área permaneceu parte do Império Bizantino, e foi frequentemente invadida e colonizada por tribos eslavas a partir do século VI. Após séculos de disputa entre os impérios búlgaro, bizantino e sérvio, gradualmente caiu sob domínio otomano do século XIV até o início do século XX, quando seguiu as Guerras dos Balcãs de 1912 e 1913, o território moderno da Macedônia do Norte ficou sob domínio sérvio. Como consequência da Primeira Guerra Mundial (1914–1918), o país foi incorporado ao Reino da Iugoslávia, dominado pelos sérvios, que após a Segunda Guerra Mundial foi restabelecido como uma república (1945) e que se tornou a República Federal Socialista da Iugoslávia em 1963. A Macedônia do Norte permaneceu uma república socialista constituinte dentro da Iugoslávia até sua secessão pacífica em 1991.
A Macedônia do Norte é uma república parlamentar e membro da ONU e do Conselho da Europa. Desde 2005, também é candidata a ingressar na União Europeia, tornou-se membro da OTAN em 27 de março de 2020. Embora seja um dos países mais pobres da Europa, a Macedônia do Norte fez progressos significativos no desenvolvimento de uma economia aberta e baseada no mercado.

## Etimologia
O nome do estado deriva do grego Μακεδονία (Makedonía), um reino (depois, região) em homenagem aos antigos macedônios. Seu nome, Maακεδόνες (Makedónes), deriva, em última análise, do antigo adjetivo grego μακεδνός (makednós), 'alto', que compartilha a mesma raiz que o adjetivo μακρός (makrós), 'alto', em grego antigo. Acredita-se originalmente que o nome tenha significado tanto "os que vivem nas partes altas" quanto "os altos", possivelmente descritivo do povo. No entanto, de acordo com o linguista Robert S. P. Beekes, ambos os termos são de origem pré-grega e não podem ser explicados em termos da morfologia indo-europeia.

## História

### Antiguidade e período romano
A Macedônia do Norte geograficamente corresponde aproximadamente ao antigo reino de Peônia, que foi localizado imediatamente ao norte do antigo Reino da Macedônia. Peônia era habitada pelos peonianos, um povo trácio, enquanto o noroeste era habitado pelos Dardani e o sudoeste por tribos conhecidas historicamente como Enchelae, Pelagones e Lyncestae; os dois últimos são geralmente considerados tribos molossianas do grupo grego do noroeste, enquanto os dois primeiros são considerados ilírios.
No final do século VI a.C., os persas aquemênidas sob Dario, o Grande, conquistaram os peonianos, incorporando o que hoje é a Macedônia do Norte dentro de seus vastos territórios. Após a derrota na segunda invasão persa da Grécia em 479 a.C., os persas acabaram se retirando de seus territórios europeus, inclusive do que hoje é a Macedônia do Norte.
Em 356 a.C., Filipe II da Macedônia anexou as regiões da Alta Macedônia (Lincéstida e Pelagônia) e a parte sul da Peônia (Deuriopo) ao reino da Macedônia. O filho de Filipe, Alexandre, o Grande, conquistou o restante da região e incorporou-o em seu império, alcançando o norte até Scupi, mas a cidade e os arredores permaneceram como parte de Dardânia.
Os romanos estabeleceram a província da Macedônia em 146 a.C..
Na época de Diocleciano, a província foi subdividida entre a Macedônia Prima ("primeira Macedônia") no sul, abrangendo a maior parte do Reino da Macedônia, e a Macedônia Salutar (também conhecida como Macedônia Secunda, "segunda Macedônia") no norte , abrangendo parcialmente Dardânia e toda a Peônia; a maioria das fronteiras modernas do país caiu dentro do último, com a cidade de Estobos como sua capital. A expansão romana trouxe a área de Escupos sob o domínio romano no tempo de Domiciano (r. 81–96), e caiu dentro da província da Moesia. Enquanto o grego permaneceu a língua dominante na parte oriental do Império Romano, o latim se espalhou em certa medida na Macedônia.

### Período medieval e otomano
Tribos eslavas estabeleceram-se na região dos Bálcãs, incluindo a Macedônia no final do século VI.Durante a década de 580, a literatura bizantina atesta que os eslavos invadiram territórios bizantinos na região da Macedônia, mais tarde ajudados pelos búlgaros. Registros históricos documentam que c. 680 um grupo de búlgaros, eslavos e bizantinos liderados por um búlgaro chamado Cuber estabeleceu-se na região da planície keramisiana, centrada na cidade de Bitola. O reinado de Presiano aparentemente coincide com a extensão do controle búlgaro sobre as tribos eslavas dentro e nos arredores da Macedônia. As tribos eslavas que se estabeleceram na região da Macedônia se converteram ao cristianismo por volta do século IX, durante o reinado do czar Bóris I da Bulgária.
Em 1014, o imperador bizantino Basílio II derrotou os exércitos do czar Samuel da Bulgária, e em quatro anos os bizantinos restauraram o controle sobre os Bálcãs (incluindo a Macedônia) pela primeira vez desde o século VII. No entanto, no final do século XII, o declínio bizantino viu a região ser contestada por várias entidades políticas, incluindo uma breve ocupação normanda nos anos 1080.
No início do século XIII, um revivido Império Búlgaro ganhou o controle da região. Atormentado por dificuldades políticas, o império não durou, e a região voltou a ser dominada pelo controle bizantino no início do século XIV. No século XIV, tornou-se parte do Império Sérvio, que se via como libertador de seus parentes eslavos do despotismo bizantino. Escópia tornou-se a capital do império do czar Estêvão Uresis IV.
Após a morte de Estêvão, um fraco sucessor apareceu e as disputas de poder entre os nobres dividiram os Bálcãs novamente. Esses eventos coincidiram com a entrada dos turcos otomanos na Europa. O  Reino de Prilepo [en] (ou Senhorio do Marco) foi um dos estados de vida curta que emergiram do colapso do Império Sérvio no século XIV. Gradualmente, todos os Bálcãs centrais foram conquistados pelo Império Otomano e permaneceram sob seu domínio por cinco séculos como parte da província ou eialete da Rumélia. O nome Rumélia (em turco: Rumeli) significa "terra dos romanos" em turco, referindo-se às terras conquistadas pelos otomanos ao Império Bizantino. Ao longo dos séculos, a eialete da Rumélia foi reduzida em tamanho através de reformas administrativas, até que no século XIX consistia de uma região da Albânia central e do noroeste da Macedônia com sua capital em Manastir ou a atual Bitola. O eialete da Rumélia foi abolida em 1867 e o território da Macedônia tornou-se parte do vilaiete de Manastir até o fim do domínio otomano em 1912.

### Nacionalismo
Com o início do Renascimento Nacional Búlgaro no século XVIII, muitos dos reformadores eram desta região, incluindo os Irmãos Miladinov, Rajko Žinzifov, Joakim Krčovski, Kiril Pejčinoviḱ e outros. Os bispados de Escópia, Debar, Bitola, Ocrida, Veles e Strumica votaram para se juntar ao exarcado búlgaro depois de ter sido estabelecido em 1870.
Vários movimentos cujos objetivos eram o estabelecimento de uma Macedônia autônoma, que abrangeria toda a região da Macedônia, começaram a surgir no final do século XIX; a mais antiga delas foi a Organização Revolucionária Macedônia (ORM), mais tarde tornando-se Organização Revolucionária Secreta Macedônia-Adrianópolis (ORSMA). Em 1905, foi renomeada como Organização Revolucionária Interna Macedônia-Adrianópolis (ORIMA), e após a Primeira Guerra Mundial, a organização se separou em duas, a Organização Revolucionária Macedônica Interna (ORMI) e a Organização Revolucionária Trácia Interna (ORTI).
Nos primeiros anos da organização, a elegibilidade dos membros era exclusiva dos búlgaros, mas depois foi estendida a todos os habitantes da Turquia europeia, independentemente da etnia ou religião. A maioria de seus membros, no entanto, eram búlgaros macedônios. Em 1903, a ORMI organizou a revolta Ilinden-Preobrazhenie contra os otomanos, que após alguns sucessos iniciais, incluindo a formação da República Kruševo, foi esmagada com muitas perdas de vidas. A revolta e a formação da República Kruševo são consideradas a pedra angular e precursoras do eventual estabelecimento do estado macedônio.

### Reinos da Sérvia e Iugoslávia
Após as duas Guerras dos Balcãs de 1912 e 1913 e a dissolução do Império Otomano, a maioria de seus territórios controlados pela Europa foi dividida entre Grécia, Bulgária e Sérvia. O território do Estado macedônio moderno foi anexado pela Sérvia e nomeado Sul da Sérvia. Após a partição, uma campanha antibúlgara foi realizada nas áreas sob controle sérvio e grego. Cerca de 641 escolas búlgaras e 761 igrejas foram fechadas pelos sérvios, enquanto clérigos e professores exarquistas foram expulsos O uso de búlgaro padrão (incluindo todos os dialetos macedônios) foi proibido.
No outono de 1915, a Bulgária juntou-se às Potências Centrais na Primeira Guerra Mundial e conquistou o controle da maior parte do território da atual Macedônia do Norte. Após o fim da Primeira Guerra Mundial, a área retornou ao controle sérvio como parte do recém-formado Reino dos Sérvios, Croatas e Eslovenos e viu uma reintrodução das medidas antibúlgara da primeira ocupação (1913–1915): professores búlgaros e clérigos foram expulsos, os sinais e livros em língua búlgara foram removidos e todas as organizações búlgaras foram dissolvidas.
O governo sérvio seguiu uma política de servianização forçada na região, que incluiu a repressão sistemática de ativistas búlgaros, alterando os sobrenomes familiares, a colonização interna, o trabalho forçado e a intensa propaganda. Para ajudar na implementação dessa política, cerca de 50 mil militares e gêneros de gênero sérvios estavam na Macedônia. Em 1940, cerca de 280 colônias sérvias (compreendendo 4,2 mil famílias) foram estabelecidas como parte do programa de colonização interna do governo (planos iniciais previam 50 000 famílias assentadas na Macedônia).
Em 1929, o Reino foi oficialmente renomeado Reino da Iugoslávia e dividido em províncias chamadas banovinas. O sul da Sérvia, incluindo tudo o que é hoje a Macedônia do Norte, tornou-se a Banovina Vardar do Reino da Iugoslávia.
O conceito de uma Macedônia Unida foi usado pela Organização Revolucionária Macedônica Interna (ORMI) no período entreguerras. Seus líderes — incluindo Todor Alexandrov, Aleksandar Protogerov e Ivan Mihailov — promoveram a independência do território macedônio dividido entre a Sérvia e a Grécia para toda a população, independentemente de religião e etnia. O governo búlgaro de Alexander Malinov, em 1918, ofereceu a Pirin Macedonia para esse fim após a Primeira Guerra Mundial, mas as grandes potências não adotaram essa ideia porque a Sérvia e a Grécia se opuseram a ela. Em 1924, a Internacional Comunista sugeriu que todos os partidos comunistas balcânicos adotassem uma plataforma de "Macedônia unida", mas a sugestão foi rejeitada pelos comunistas búlgaros e gregos.
A ORMI seguiu iniciando uma guerra insurgente em Vardar Banovina, juntamente com a Organização Revolucionária Secreta da Juventude da Macedônia, que também realizou ataques de guerrilha contra as autoridades administrativas e militares sérvias de lá. Em 1923, em Stip, uma organização paramilitar chamada Associação contra Bandidos Búlgaros era formada por chetniks sérvios, renegados da ORMI e membros da Organização Federativa da Macedônia (OFM) para se oporem a ORMI.
As ideias macedonistas aumentaram durante o período entreguerras, na Macedônia Vardar Iugoslava, e entre a diáspora de esquerda na Bulgária, e foram apoiadas pelo Comintern. Em 1934, emitiu uma resolução especial em que, pela primeira vez, foram fornecidas instruções para reconhecer a existência de uma nação macedônia separada e uma língua macedônia.

### Segunda Guerra Mundial
Durante a Segunda Guerra Mundial, a Iugoslávia foi ocupada pelas potências do Eixo de 1941 a 1945. A Banovina Vardar foi dividida entre a Bulgária e a Albânia ocupada pelos italianos. Comitês de Ação Búlgara foram estabelecidos para preparar a região para a nova administração e exército búlgaros. Os Comités eram em sua maioria formados por antigos membros do ORMI, mas alguns comunistas como Panko Brashnarov, Strahil Gigov e Metodi Shatorov também participaram.
Como líder dos comunistas macedônios de Vardar, Shatorov mudou do Partido Comunista Iugoslavo para o Partido Comunista da Bulgária e se recusou a iniciar uma ação militar contra o exército búlgaro. As autoridades búlgaras, sob pressão alemã, foram responsáveis pela captura e deportação de mais de 7 mil judeus em Escópia e Bitola. O domínio áspero das forças de ocupação encorajou muitos macedônios vardarianos a apoiarem o movimento comunista de resistência partidária de Tito depois de 1943, e a Guerra de Libertação Nacional se seguiu, com as forças alemãs sendo expulsas da Macedônia Iugoslava até o final de 1944.
Em Vardar, na Macedônia, após o golpe de Estado búlgaro de 1944, as tropas búlgaras, cercadas pelas forças alemãs, abriram caminho para as antigas fronteiras da Bulgária. Sob a liderança do novo governo pró-soviético da Bulgária, quatro exércitos, 455 000 no total, foram mobilizados e reorganizados. A maioria deles reentrou na Iugoslávia ocupada no início de outubro de 1944 e mudou-se de Sofia para Niš, Escópia e Pristina com a tarefa estratégica de bloquear as forças alemãs que se retiravam da Grécia. Compelido pela União Soviética com vista à criação de uma grande Federação do Sul Eslavo, o governo búlgaro ofereceu-se uma vez mais a dar a Macedônia de Pirin a Macedônia Unida em 1945.

### Iugoslávia Socialista
Em 1944, a Assembleia Antifascista para a Libertação Nacional da Macedônia (AALNM) proclamou a República Popular da Macedônia como parte da República Federal Popular da Iugoslávia. A AALNM permaneceu um governo ativo até o final da guerra. O alfabeto macedônio foi codificado por linguistas da AALNM, que basearam seu alfabeto no alfabeto fonético de Vuk Stefanović Karadžić e nos princípios de Krste Petkov Misirkov.
A nova república tornou-se uma das seis repúblicas da federação iugoslava. Após a renomeação da federação como a República Socialista Federal da Iugoslávia, em 1963, a República Popular da Macedônia também foi renomeada República Socialista da Macedônia. Durante a guerra civil na Grécia (1946–1949), insurgentes comunistas macedônios apoiaram os comunistas gregos. Muitos refugiados fugiram para a República Socialista da Macedônia a partir daí. O estado deixou o socialista de seu nome em 1991, quando se separou pacificamente da Iugoslávia.

### Independência
O país celebra oficialmente o 8 de setembro de 1991 como o dia da independência (macedônio: Den na nezavisnosta), com respeito ao referendo endossando a independência da Iugoslávia, embora legalizando a participação na união futura dos antigos estados da Iugoslávia. O aniversário do início da Revolta de Ilinden (Dia de São Elias) em 2 de agosto também é amplamente comemorado em nível oficial como o Dia da República.
Robert Badinter, como chefe da Comissão de Arbitragem da Conferência de Paz sobre a Iugoslávia, recomendou o reconhecimento da CE em janeiro de 1992.
A Macedônia permaneceu em paz durante as guerras iugoslavas do início dos anos 1990. Algumas poucas mudanças muito pequenas em sua fronteira com a Iugoslávia foram acordadas para resolver problemas com a linha de demarcação entre os dois países. No entanto, foi seriamente desestabilizado pela Guerra do Cosovo em 1999, quando cerca de 360 mil refugiados albaneses do Cosovo se refugiaram no país. Embora tenham partido pouco depois da guerra, os nacionalistas albaneses de ambos os lados da fronteira pegaram em armas pouco depois em busca de autonomia ou independência para as áreas de população albanesa da Macedônia.

### Insurgência de 2001
Um conflito ocorreu entre o governo e os insurgentes da etnia albanesa, principalmente no norte e no oeste do país, entre fevereiro e agosto de 2001. A guerra terminou com a intervenção de uma força de monitoramento do cessar-fogo da OTAN. Sob os termos do Acordo de Ocrida, o governo concordou em devolver maior poder político e reconhecimento cultural à minoria albanesa. O lado albanês concordou em abandonar as exigências separatistas e reconhecer todas as instituições macedônias completamente. Além disso, de acordo com este acordo, os insurgentes deveriam entregar as suas armas a uma força da OTAN.
As tensões inter-étnicas surgiram na Macedônia do Norte em 2012, com incidentes de violência entre albaneses e macedônios.

### Acordo de Prespa, Candidatura à OTAN e UE
O Acordo de Prespa, que substitui o Acordo Provisório de 1995, foi assinado em 17 de junho de 2018 numa cerimónia de alto nível na aldeia fronteiriça grega de Psarades no Lago Prespa, pelos dois ministros dos Negócios Estrangeiros Nikola Dimitrov e Nikos Kotzias e na presença de os respectivos primeiros-ministros, Zoran Zaev e Alexis Tsipras. A reunião contou com a participação do Representante Especial da ONU, Matthew Nimetz, do Subsecretário-Geral para Assuntos Políticos, Almirante DiCarlo, da Alta Representante da União Europeia para Assuntos Exteriores e Política de Segurança, Federica Mogherini, e do Comissário Europeu para o Alargamento e Política Europeia de Vizinhança. Johannes Hahn, entre outros. Após a cerimónia, Tsipras, juntamente com o seu homólogo macedônio, atravessou a fronteira para o lado macedônio do Lago Prespa para almoçar na vila de Oteevo, em um movimento altamente simbólico que marcou a primeira vez que um primeiro-ministro grego entrou na atual Macedônia do Norte desde que declarou a independência em 1991.
A retirada do veto grego resultou na União Europeia em 27 de junho aprovando o início das negociações de adesão com a República da Macedônia, que devem ocorrer em 2019, sob a condição de que o acordo de Prespa fosse implementado e o nome constitucional da República da Macedônia fosse alterado para República da Macedônia do Norte. Em 5 de julho, o Acordo de Prespa foi novamente ratificado pelo parlamento macedônio, com 69 deputados votando a favor. Em 11 de julho, a OTAN convidou a Macedônia para iniciar as negociações de adesão, em uma tentativa de se tornar o 30º membro da aliança EuroAtlantic. Em 30 de julho, o parlamento da Macedônia aprovou planos para realizar um referendo não vinculante sobre a mudança do nome do país, ocorrido em 30 de setembro. 91% dos eleitores votaram a favor com 37% de participação, mas o referendo não foi realizado por causa de um requisito constitucional para um comparecimento de 50%. O governo pretendia avançar com a mudança de nome.
Em 15 de outubro, o parlamento da Macedônia começou a debater a mudança de nome. A proposta de reforma constitucional exige o voto de 80 deputados, ou seja, dois terços do parlamento de 120 deputados.
Em 16 de outubro, o secretário de Estado adjunto dos Estados Unidos, Wess Mitchell, enviou uma carta ao líder do partido de oposição VMRO-DPMNE, Hristijan Mickoski, na qual ele expressa a decepção dos Estados Unidos com as posições da liderança, incluindo pessoalmente, e pede que "separe partidários". interesses "e trabalhar para obter a mudança de nome aprovado. Mickoski expressou sua esperança de que a República da Macedônia seja em breve uma parte das famílias da OTAN e da União Europeia, "mas orgulhosa e digna, não humilhada, desfigurada e desonrada".
Em 19 de outubro, o parlamento votou para iniciar o processo de renomeação do país após um total de 80 deputados votarem a favor das mudanças constitucionais.
Em 11 de janeiro de 2019, por uma maioria de dois terços do parlamento, foi aprovada a mudança do nome do país para Macedônia do Norte.
Em 25 de janeiro, o parlamento helénico aprova a mudança do nome e o acordo de Prespa.

## Geografia
A Macedônia do Norte possui uma área total de 25 713 km² e está situada entre as latitudes 40° e 43° N, e principalmente entre as longitudes de 20° e 23° E (uma pequena área fica a leste de 23°). A Macedônia do Norte tem cerca de 748 km de fronteiras, compartilhadas com a Sérvia (62 km) ao norte, Cosovo (159 km) a noroeste, Bulgária (148 km) a leste, Grécia (228 km) para o sul e Albânia (151 km) para o oeste. É uma rota para o embarque de mercadorias da Grécia, através dos Balcãs, para a Europa Oriental, Ocidental e Central e através da Bulgária para o leste. Faz parte de uma região maior também conhecida como Macedônia, que também inclui a Macedônia Grega e a Província de Blagoevgrad, no sudoeste da Bulgária.
A Macedônia do Norte é um país sem litoral que é geograficamente claramente definido por um vale central formado pelo rio Vardar e enquadrado ao longo de suas fronteiras por cordilheiras. O terreno é principalmente acidentado, localizado entre as montanhas Šar e Osogovo, que emolduram o vale do rio Vardar. Três grandes lagos — o Lago Ocrida, o Lago Prespa e o Lago Dojran — ficam nas fronteiras meridionais, divididos pelas fronteiras com a Albânia e a Grécia. Ocrida é considerado um dos mais antigos lagos e biótopos do mundo. A região é sismicamente ativa e tem sido o local de terremotos destrutivos no passado, mais recentemente em 1963, quando Escópia foi fortemente danificada por um grande terremoto, matando mais de 1000.
A Macedônia do Norte possui várias montanhas. Eles pertencem a duas cadeias montanhosas diferentes: a primeira é a das Montanhas Šar, que continua até o grupo de montanhas Vardar/Pelagônia Oeste (Montanha Baba, Nidže, Kozuf e Jacupica), também conhecida como a cadeia Dinárica. A segunda faixa é a cadeia montanhosa Osogovo – Belasica, também conhecida como a cadeia Ródope. As montanhas pertencentes às montanhas Šar e ao oeste de Vardar/Pelagônia são mais jovens e mais altas que as montanhas mais antigas do grupo montanhoso Osogovo-Belasica. O Monte Korab das Montanhas Šar, na fronteira albanesa, a 2 764 m, é a montanha mais alta da Macedônia do Norte.

### Hidrografia

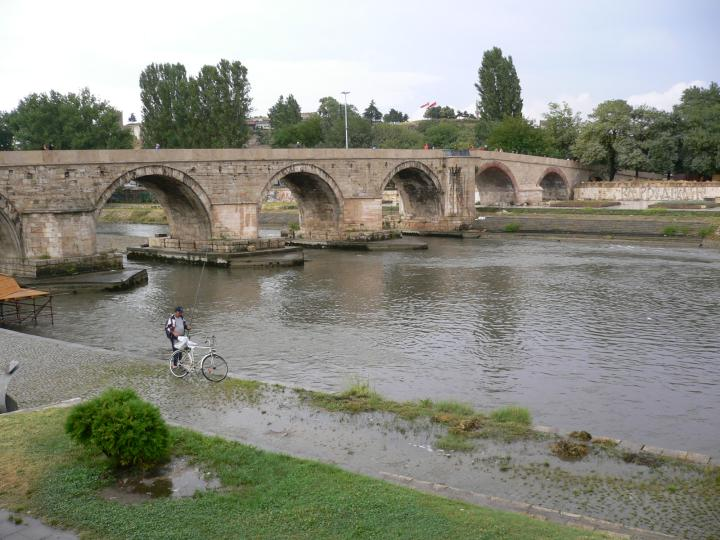
Rio Vardar em Escópia

Na Macedônia do Norte, existem 1 100 grandes fontes de água. Os rios correm em três bacias diferentes: Do mar Egeu, mar Adriático e o mar Negro.
A bacia do mar Egeu é a maior. Ele cobre 87% do território do país, que é 22 075 km². Vardar, o maior rio da bacia, drena 80% do território, ou 20 459 km². Seu vale desempenha um papel importante na economia e no sistema de comunicação do país. O projeto chamado The Valley Vardar é considerado crucial para o desenvolvimento estratégico do país.
O rio Drin Negro forma a bacia do Adriático, que abrange uma área de cerca de 3 320 km², ou seja, 13% do território. Ele recebe as águas dos lagos Prespa e Ocrida. A bacia do mar Negro é a menor, com apenas 37 km². Ela cobre o lado norte do monte Skopska Crna Gora. Esta é a nascente do rio Morava Binachka, que se junta a Morava, e mais tarde ao Danúbio, que deságua no mar Negro. A Macedônia do Norte tem cerca de cinquenta lagoas e três lagos naturais: lago Ocrida, Prespa e Doiran.

### Clima
A Macedônia do Norte tem um clima de transição do mediterrânico ao continental. Os verões são quentes e secos, e os invernos são moderadamente frios. A precipitação média anual varia de 1 700 mm na área montanhosa ocidental a 500 mm na área oriental. Existem três principais zonas climáticas no país: mediterrâneo temperado, montanhoso e levemente continental. Ao longo dos vales dos rios Vardar e Strumica, nas regiões de Gevgelija, Valandovo, Dojran, Estrumica e Radoviš, o clima é mediterrâneo temperado. As regiões mais quentes são Demir Kapija e Gevgelija, onde a temperatura em julho e agosto freqüentemente excede 40 °C. O clima montanhoso está presente nas regiões montanhosas do país, e é caracterizado por invernos longos e com neve e verões curtos e frios. A primavera é mais fria que o outono. A maioria da Macedônia do Norte tem um clima continental moderado, com verões quentes e secos e invernos relativamente frios e úmidos. Existem trinta estações meteorológicas principais e regulares no país.[carece de fontes?]

### Biodiversidade
A flora da Macedônia do Norte é representada por cerca de 210 famílias, 920 gêneros e cerca de 3,7 mil espécies de plantas. O grupo mais abundante são as plantas com cerca de 3,2 mil espécies, seguidas de musgos (350 espécies) e samambaias (42).
Fitogeograficamente, a Macedônia do Norte pertence à província Ilíria da Região Circumboreal dentro do Reino Boreal. Segundo o Fundo Mundial para a Natureza (WWF) e o Mapa Digital das Regiões Ecológicas Europeias pela Agência Europeia do Ambiente, o território da República pode ser subdividido em quatro ecorregiões: as florestas mistas das Montanhas Pindo, as florestas mistas dos Balcãs, as florestas mistas do Ródope e florestas esclerófilas e mistas do Egeu.
O Parque Nacional de Pelister em Bitola é conhecido pela presença do Pinheiro-da-Macedônia endêmico, bem como cerca de 88 espécies de plantas que representam quase 30% da dendroflora da Macedônia do Norte. As florestas de Pinheiros-da-Macedônia em Pelister são divididas em duas comunidades: florestas de pinheiros com samambaias e florestas de pinheiros com zimbros. O pinheiro macedônio, como uma espécie específica de coníferas, é um remanescente da flora terciária, e o pinheiro de cinco agulhas, Molika, foi notado pela primeira vez em Pelister em 1893.
O crescimento limitado da floresta na Macedônia do Norte também inclui macieus carvalhos (Quercus trojana), o sicômoro, salgueiros-chorões, salgueiros brancos, amieiros, álamos, olmos e as cinzas comuns. Perto das ricas pastagens na Montanha Šar e Bistra, Mavrovo, é outra espécie de planta característica da vida vegetal na Macedônia do Norte — a papoila. A qualidade do suco de papoula é medida em todo o mundo pelas unidades de morfina; enquanto o ópio chinês contém oito dessas unidades e é considerado de alta qualidade, o ópio indiano contém sete unidades, e o ópio turco apenas seis, o ópio da Macedônia contém 14 unidades completas de morfina e é um dos ópios de melhor qualidade do mundo.
A fauna das florestas da Macedônia do Norte é abundante e inclui ursos, javalis, lobos, raposas, esquilos, camurças e veados. O lince é encontrado, embora muito raramente, nas montanhas do oeste da Macedônia do Norte, enquanto os cervos podem ser encontrados na região de Demir Kapija. Os pássaros da floresta incluem o morro, a perdiz, a perdiz negra, a águia imperial e a coruja da floresta.
Os três lagos artificiais do país representam uma zona de fauna separada, uma indicação de isolamento territorial e temporal de longa duração. A fauna do Lago Ocrida é relíquia de uma época anterior e o lago é amplamente conhecido por sua truta letnica, peixe branco do lago (Coregonus clupeaformis), bem como por certas espécies de caracóis de um gênero com mais de 30 milhões de habitantes. anos; espécies semelhantes podem ser encontradas apenas no Lago Baical. O lago Ocrida também é notado em textos de zoologia pela presença da Enguia Europeia e seu desconcertante ciclo reprodutivo: chega ao Lago Ocrida do distante Mar dos Sargaços, a milhares de quilômetros de distância, e espreita nas profundezas do lago por dez anos. Quando sexualmente madura, a enguia é impulsionada por instintos inexplicáveis no outono para voltar ao ponto de nascimento. Lá desova e morre, deixando seus descendentes para procurar o lago Ocrida para começar o ciclo de novo.
O cão pastor da Montanha Šar, o pastor iugoslavo ou Šarplaninec, é conhecido mundialmente. Tem cerca de 60 cm de altura e é um lutador corajoso e feroz que pode ser chamado para lutar contra ursos ou lobos enquanto vigia e defende os rebanhos. O Šarplaninec origina-se do cão pastor dos antigos Epirotes, o molossus, mas foi reconhecido como sua própria raça em 1939 sob o nome de pastor ilírico e desde 1956 é conhecido como Šarplaninec.
O país possui 3 parques nacionais, o de Mavrovo, o de Galičica, e o de Pelister.[carece de fontes?]

## Demografia
Os últimos dados do censo de 2002 registraram uma população de 2 022 547 habitantes. A última estimativa oficial, datada de 2009 e sem alteração significativa, dá uma população de 2 050 671 habitantes. De acordo com os últimos dados do censo, o maior grupo étnico no país são os macedônios. O segundo maior grupo étnico são os albaneses, que dominam grande parte da região noroeste do país. Depois deles, os turcos são o terceiro maior grupo étnico do país, onde os dados oficiais do censo os colocam em torno de 80 000 e estimativas não oficiais sugerem números entre 170 000 e 200 000. Algumas estimativas não oficiais indicam que, na Macedônia do Norte, há possivelmente até 260 000 ciganos.

### Religião
| Religião na Macedônia                 | Religião na Macedônia                 | Religião na Macedônia | Religião na Macedônia | Religião na Macedônia |
| ------------------------------------- | ------------------------------------- | --------------------- | --------------------- | --------------------- |
| Religião                              |                                       |                       | % aprox.              |                       |
| Macedônios Ortodoxos                  | Macedônios Ortodoxos                  |                       | 61%                   | 61%                   |
| Muçulmanos                            | Muçulmanos                            |                       | 31%                   | 31%                   |
| Outras religiões Cristãs da Macedônia | Outras religiões Cristãs da Macedônia |                       | 0,37%                 | 0,37%                 |
| Judeus                                | Judeus                                |                       | 0,01%                 | 0,01%                 |
| Outras não especificadas              | Outras não especificadas              |                       | 1,63%                 | 1,63%                 |

O cristianismo ortodoxo oriental é a religião majoritária da Macedônia do Norte, que representa 65% da população, a grande maioria dos quais pertence à Igreja Ortodoxa da Macedônia do Norte. Várias outras denominações cristãs respondem por 0,4% da população. Os muçulmanos constituem 33,3% da população. A Macedônia do Norte tem a quarta maior proporção de muçulmanos na Europa, depois dos do Cosovo (96%), Albânia (59%) e Bósnia e Herzegovina (51%). A maioria dos muçulmanos são albaneses, turcos ou ciganos, embora poucos sejam muçulmanos macedônios. Os 1,4% restantes foram determinados como "não afiliados" por uma estimativa da Pew Research de 2010.
Ao todo, havia 1 842 igrejas e 580 mesquitas no país no final de 2011. As comunidades religiosas ortodoxas e islâmicas têm escolas religiosas secundárias em Escópia. Há uma faculdade de teologia ortodoxa na capital. A Igreja Ortodoxa Macedônia tem jurisdição sobre 10 províncias (sete no país e três no exterior), tem 10 bispos e cerca de 350 sacerdotes. Um total de 30 mil pessoas são batizadas em todas as províncias todos os anos.
As relações entre a Igreja Ortodoxa da Macedônia do Norte, que declarou autocefalia em 1967 e permanece não reconhecida pelas outras Igrejas Ortodoxas, e a Igreja Ortodoxa da Sérvia, que reivindica jurisdição eclesiástica sobre a Macedônia do Norte, permanecem tensas e politicamente preocupadas, especialmente desde que a Igreja sérvia nomeou Jovan Vraniškovski como seu Exarca do Arcebispado de Ocrida em setembro de 2002.
A reação da Igreja Ortodoxa Macedônia do Norte foi cortar todas as relações com o novo Arcebispado de Ocrida e impedir que os bispos da Igreja Ortodoxa Sérvia entrassem na Macedônia do Norte. O bispo Jovan foi condenado a 18 meses de prisão por "difamar a igreja ortodoxa macedônia e prejudicar os sentimentos religiosos dos cidadãos locais" ao distribuir panfletos e panfletos das igrejas ortodoxas sérvias.
A Igreja Católica Bizantina da Macedônia do Norte tem aproximadamente 11 mil seguidores na Macedônia do Norte. A Igreja foi estabelecida em 1918 e é composta principalmente de convertidos ao catolicismo e seus descendentes. A Igreja é do Rito Bizantino e está em comunhão com as Igrejas Católicas Romana e Oriental. Sua adoração litúrgica é realizada em macedônio.
Existe uma pequena comunidade protestante. O protestante mais famoso do país é o falecido presidente Boris Trajkovski. Era da comunidade metodista, que é a maior e mais antiga igreja protestante da República, datada do final do século XIX. Há também a presença de Batistas e Adventistas do Sétimo Dia. A Igreja Adventista do Sétimo Dia está presente na Macedônia do Norte, operando sob a Divisão Transeuropeia . A Missão Macedônia, estabelecida em 1993, conta com 15 igrejas e 519 membros  A sede fica em Escópia. Desde a década de 1980, a comunidade protestante cresceu, em parte por meio de nova confiança e parcialmente com ajuda missionária externa.
A comunidade judaica da Macedônia do Norte, que contava com cerca de 7,2 mil pessoas às vésperas da Segunda Guerra Mundial, foi quase totalmente destruída durante a guerra: apenas 2% dos judeus da Macedônia do Norte sobreviveram ao Holocausto. Após a sua libertação e o fim da guerra, a maioria optou por emigrar para Israel. Hoje, a comunidade judaica do país conta com aproximadamente 200 pessoas, quase todas vivendo em Escópia. A maioria dos judeus macedônios é sefardita — os descendentes de refugiados do século XV que haviam sido expulsos de Castela, Aragão e Portugal.
Segundo o censo de 2002, 46,5% das crianças de 0 a 4 anos eram muçulmanas.

### Línguas
A língua oficial e mais falada é o macedônio, que pertence ao ramo oriental do grupo das línguas eslavas do sul. Nos municípios em que os grupos étnicos estão representados com mais de 20% da população total, a língua desse grupo étnico é cooficial.
O macedônio está intimamente relacionado e é mutuamente inteligível com o búlgaro padrão. Ele também tem algumas semelhanças com o sérvio padrão e com os dialetos intermediários torlakiano e shop, falados principalmente no sul da Sérvia e no oeste da Bulgária (e pelos falantes no norte e leste da Macedônia do Norte). A língua padrão foi normalizada no período após a Segunda Guerra Mundial e acumulou uma tradição literária próspera. Embora seja a única língua explicitamente designada como língua nacional oficial na constituição, em municípios onde pelo menos 20% da população faz parte de outra minoria étnica, essas línguas individuais são usadas para fins oficiais no governo local, juntamente com o macedônio.[carece de fontes?]
Uma grande variedade de idiomas é falada na Macedônia do Norte, refletindo sua diversidade étnica. Além da língua nacional oficial, o macedônio, línguas minoritárias com um número substancial de falantes de albanês, romani, turco (incluindo Gagauz turco-balcânico), sérvio/bósnio e arromeno (incluindo o romeno meglesita). Existem algumas aldeias de falantes de adigue e uma comunidade grega imigrante. A Língua Macedônica de Sinais é a língua principal das pessoas da comunidade surda que não aprenderam uma língua oral na infância.

## Política

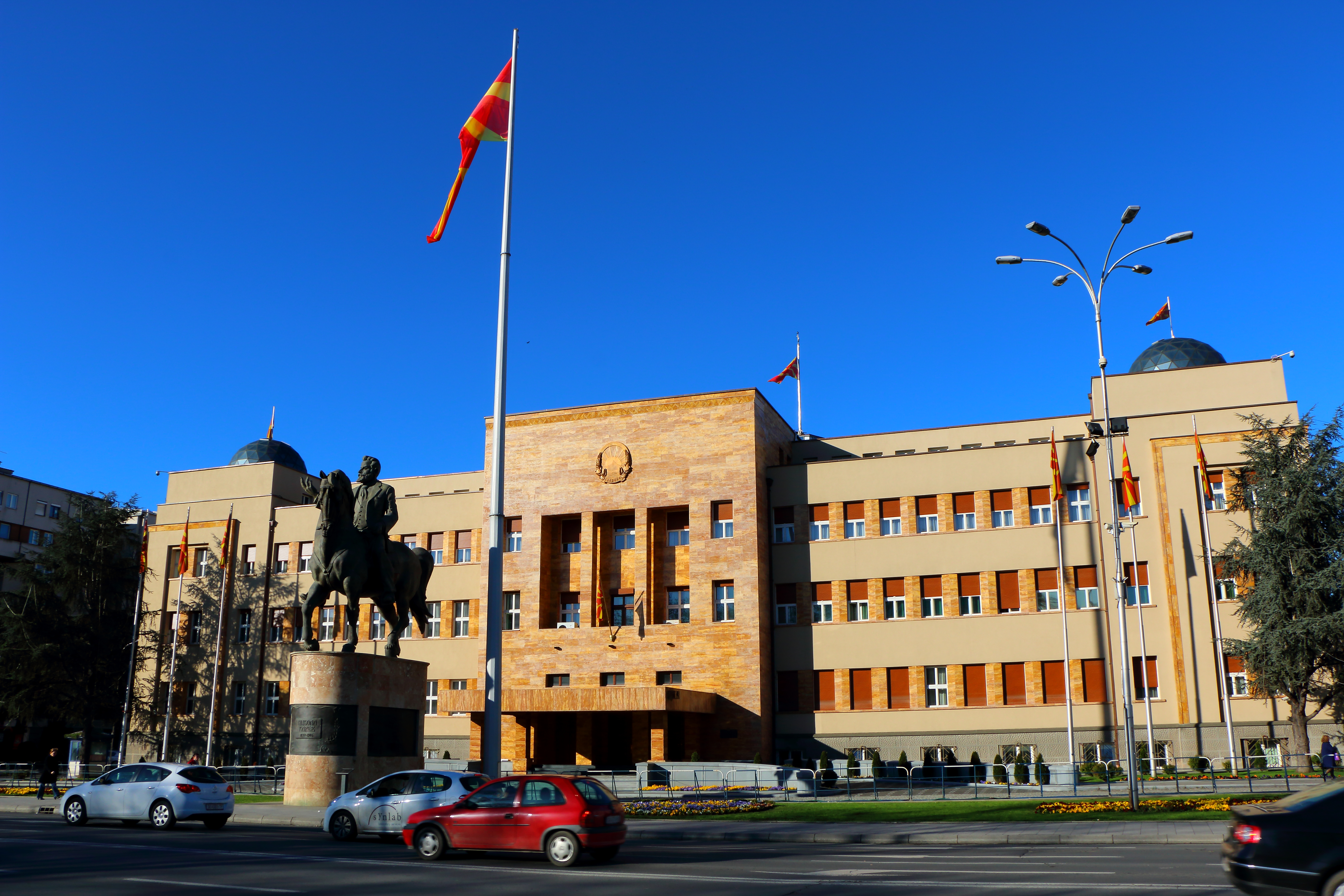
Parlamento da Macedônia do Norte em Escópia

A Macedônia do Norte é uma democracia organizada sob a forma de uma república parlamentar com um governo executivo composto de uma coalizão de partidos do parlamento unicameral (Собрание, Sobranie) e um judiciário independente com um tribunal constitucional. O papel do Presidente é principalmente cerimonial, com a maior parte das funções nas mãos do Primeiro-Ministro. O presidente é também o comandante-em-chefe das forças armadas do estado e o presidente do Conselho de Segurança do Estado. O Presidente é eleito a cada cinco anos, com reeleição limitada a, no máximo, dois mandatos. No segundo turno das eleições presidenciais realizadas em 5 de abril de 2009, Gjorge Ivanov foi eleito como novo presidente da Macedônia do Norte.
O parlamento do país é o Sobranie (macedônio: Собрание), um parlamento unicameral, composto de 120 membros eleitos para um mandato de quatro anos. Cada cidadão com 18 anos ou mais pode votar em um dos partidos políticos. O atual presidente do Parlamento é Talat Xhaferi. A Constituição da Macedônia do Norte foi promulgada em 1993, quando a independência do país foi reconhecida. Limita o poder dos governos, tanto locais como nacionais. Os militares também são limitados pela constituição. A constituição afirma que a Macedônia do Norte é um estado social livre e que Escópia é a capital.
O poder judiciário é exercido pelos tribunais, sendo o sistema judicial encabeçado pelo Supremo Tribunal, pelo Tribunal Constitucional e pelo Conselho Judicial Republicano. Todos os juízes dos tribunais superiores são nomeados pelo parlamento.
Com a aprovação de uma nova lei e eleições em 2005, as funções do governo local estão divididas entre 78 municípios (општини, opštini; singular: општина, opština). A capital, Escópia, é governada como um grupo de dez municípios coletivamente chamados de "Cidade de Escópia". Municípios na Macedônia do Norte são unidades de autogoverno local. Os municípios vizinhos podem estabelecer acordos cooperativos.
A principal divergência política do país é entre os partidos políticos em grande parte etnicamente representativos da maioria étnica macedônica do país e da minoria albanesa. A questão do equilíbrio de poder entre as duas comunidades levou a uma breve guerra em 2001, após a qual um acordo de compartilhamento de poder foi alcançado. Em agosto de 2004, o parlamento da Macedônia do Norte aprovou uma legislação que reformula as fronteiras locais e dá maior autonomia local aos albaneses em áreas onde predominam.
Depois de uma campanha pré-eleitoral problemática, a Macedônia do Norte viu uma mudança de governo relativamente calma e democrática nas eleições realizadas em 5 de julho de 2006. As eleições foram marcadas por uma vitória decisiva do partido de centro-direita VMRO-DPMNE liderado por Nikola Gruevski. A decisão de Gruevski de incluir o Partido Democrático dos Albaneses no novo governo, em vez da União Democrática pela Integração — Partido para a Prosperidade Democrática que conquistou a maioria dos votos albaneses, desencadeou protestos em todas as partes do país com um número respectivo da população de etnia albanesa. No entanto, um diálogo foi mais tarde estabelecido entre a União Democrática para a Integração e o partido governista VMRO-DMPNE como um esforço para falar sobre as disputas entre as duas partes e para apoiar as aspirações europeias e da OTAN no país.
Após as eleições parlamentares antecipadas realizadas em 2008, o VMRO-DPMNE e a União Democrática pela Integração formaram uma coalizão governante na Macedônia do Norte.
Em abril de 2009, as eleições presidenciais e locais no país foram realizadas pacificamente, o que foi crucial para as aspirações macedônias de se juntarem a União Europeia. O partido conservador dominante VMRO-DPMNE obteve uma vitória nas eleições locais e o candidato apoiado pelo partido, Gjorgi Ivanov, foi eleito o novo presidente.
Em 31 de maio de 2017, o primeiro-ministro da Macedônia do Norte é Zoran Zaev, que também dirige o partido de centro-esquerda SDUM, e o atual presidente do Parlamento é Talat Xhaferi. A eleição de Xhaferi foi imediatamente recebida com protestos liderados pelo VMRO-DPMNE, que foram rapidamente controlados pela polícia macedônia.

### Relações exteriores
A Macedônia do Norte tornou-se um Estado membro das Nações Unidas em 8 de abril de 1993, dezoito meses após sua independência da Iugoslávia. Na ONU, o país só pode ser admitido como "Antiga República Iugoslava da Macedônia", enquanto se aguarda uma resolução da longa disputa com a Grécia sobre o nome do país. A Macedônia do Norte é membro das de várias organizações internacionais e regionais, como o FMI, OMS, Conselho da Europa, OSCE, OMC, CEFTA e é um membro associado da Francofonia.
Em 2005, o país foi oficialmente reconhecido como um candidato à União Europeia. O país também tem, entre seus principais objetivos, se tornar membro da OTAN. Na cúpula da OTAN em Bucareste, em 2008, a Macedônia do Norte não conseguiu um convite para se juntar à organização porque a Grécia vetou a medida depois da disputa sobre a questão do nome. Os Estados Unidos já haviam expressado apoio a um convite, mas a cúpula decidiu então estender o convite apenas sob a condição de uma resolução do conflito do nome do país com a Grécia.
Em março de 2009, o Parlamento Europeu expressou apoio à candidatura macedônia da União Europeia e pediu à comissão que concedesse ao país uma data para o início das negociações de adesão até o final de 2009. O parlamento também recomendou o levantamento rápido do regime de vistos para cidadãos macedônios. No entanto, a Macedônia do Norte até agora não conseguiu uma data de início para as negociações de adesão como resultado da disputa de nomes. A posição da União Europeia é semelhante à da OTAN, na medida em que a resolução da disputa de nomes é uma condição prévia para o início das negociações de adesão.
Em outubro de 2012, o Comissário responsável pelo Alargamento da UE, Štefan Füle, propôs pela quarta vez o início das negociações de adesão com a Macedónia do Norte, enquanto os esforços anteriores foram bloqueados de cada vez pela Grécia. Ao mesmo tempo, Füle visitou a Bulgária em uma tentativa de esclarecer a posição do Estado em relação à Macedônia do Norte. Ele estabeleceu que a Bulgária quase se uniu à Grécia para vetar as negociações de adesão com a Macedônia do Norte. A posição da Bulgária era que Sofia não pode conceder um certificado da União Europeia a Escópia, que está sistematicamente empregando uma ideologia de ódio contra a Bulgária.

### Direitos humanos
A Macedônia do Norte é signatária da Convenção Europeia dos Direitos do Homem e da Convenção das Nações Unidas relativa ao Estatuto dos Refugiados, e a Constituição garante direitos humanos básicos a todos os cidadãos macedónios. No entanto, continuam a existir problemas com os direitos humanos. De acordo com organizações de direitos humanos, em 2003 houve suspeitas de execuções extrajudiciais, ameaças e intimidação de ativistas de direitos humanos e jornalistas de oposição, e alegações de tortura pela polícia.

### Forças armadas

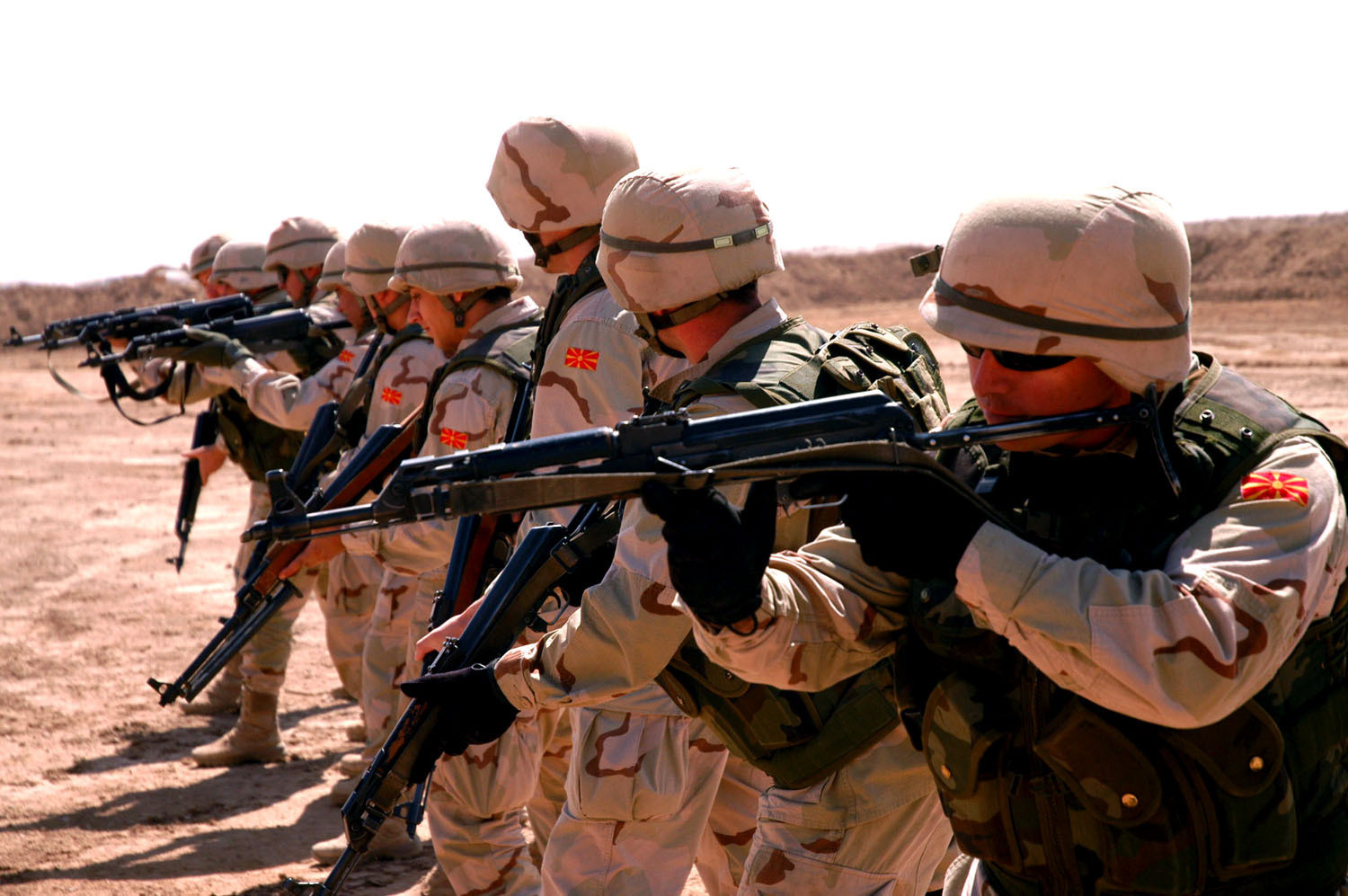
Militares macedônios no Iraque (2008)

As Forças Armadas da Macedônia do Norte compreendem o Exército, a Força Aérea e as Forças Especiais. A política de defesa nacional do governo visa garantir a preservação da independência e soberania do Estado, a integridade de sua área terrestre e espaço aéreo e sua ordem constitucional. Os seus principais objetivos continuam a ser o desenvolvimento e manutenção de uma capacidade credível para defender os interesses vitais da nação e o desenvolvimento das Forças Armadas, garantindo a sua interoperabilidade com as forças armadas dos países membros da OTAN e da União Europeia e a sua capacidade de participar. gama completa de missões da OTAN.
O Ministério da Defesa desenvolve a estratégia de defesa da República e avalia possíveis ameaças e riscos. Também é responsável pelo sistema de defesa, incluindo treinamento, prontidão, equipamento e desenvolvimento, e pela elaboração e apresentação do orçamento de defesa.

### Disputa a respeito do nome
Após o colapso da Iugoslávia em 1991, o nome da Macedônia tornou-se objeto de uma disputa entre a Grécia e a recém-independente República da Macedônia. No sul, a Macedônia do Norte faz fronteira com a região da Macedônia grega, que administrativamente é dividida em três periferias (uma delas compreendendo a Trácia Ocidental e parte da Macedônia Grega). Citando preocupações históricas e territoriais resultantes da ambiguidade entre a República da Macedônia, a região grega adjacente da Macedônia e o antigo Reino da Macedônia que se enquadra na Macedônia grega, a Grécia se opôs ao uso do nome Macedônia pela República da Macedônia sem uma qualificação geográfica, apoiando um nome composto (como Macedônia do Norte) para uso por todos e para todos os propósitos. Como milhões de gregos étnicos se identificam como macedônios, sem relação com os eslavos associados à República da Macedônia, a Grécia se opôs ao uso do termo macedônio para o maior grupo étnico do país vizinho. A República da Macedônia foi acusada de apropriar-se de símbolos e figuras que são historicamente consideradas parte da cultura da Grécia (como Sol de Vergina, um símbolo associado ao antigo Reino da Macedônia, e a Alexandre, o Grande) e de promover o conceito irredentista de um Reino da Macedônia, que incluiria territórios da Grécia, Bulgária, Albânia e Sérvia.[carece de fontes?]
De 1992 a 1995, os dois países entraram em uma disputa sobre a nova bandeira do estado macedônio, que incorporou o símbolo do Sol de Vergina. Este aspecto da controvérsia foi resolvido quando a bandeira foi mudada sob os termos de um acordo provisório entre os dois países em outubro de 1995.
A ONU adotou a referência provisória de Antiga República Iugoslava da Macedônia (em macedônio: Поранешна Југословенска Република Македонија) quando o país foi admitido na organização em 1993. A maioria das organizações internacionais, como a União Europeia, a União Europeia de Radiodifusão e o Comitê Olímpico Internacional, adotaram a mesma convenção. A OTAN também usa a referência em documentos oficiais, mas acrescenta uma explicação sobre quais países membros reconhecem o nome constitucional. A mesma referência é também usada em qualquer discussão em que a Grécia é parte.
No entanto, a maioria dos países membros da ONU abandonaram a referência provisória e reconheceram o país como a República da Macedônia. Entre eles, quatro dos cinco membros permanentes do Conselho de Segurança da ONU: os Estados Unidos, a Rússia, o Reino Unido e a República Popular da China; vários membros da União Europeia, como a Bulgária, a Polónia e a Eslovénia; e mais de 100 outros membros da ONU. A ONU estabeleceu um processo de negociação com um mediador, Matthew Nimetz, e as duas partes na disputa, Macedônia e Grécia, para tentar mediar a disputa.
Inicialmente, a opinião da Comissão de Arbitragem designada pela Comunidade Europeia era que "o uso do nome 'Macedônia' não pode, portanto, implicar qualquer reivindicação territorial contra outro Estado"; apesar do parecer da Comissão, a Grécia continuou a opor-se ao estabelecimento de relações entre a Comunidade e a República sob o seu nome constitucional.
Desde a chegada ao poder em 2006, e especialmente desde o não convite da Macedônia à OTAN em 2008, o governo do partido VMRO-DPMNE adotou uma política de "antiquização" ("Antikvizatzija") como forma de pressionar a Grécia, bem como os propósitos da construção da identidade interna. Estátuas de Alexandre, o Grande, e Filipe II da Macedônia foram construídas em várias cidades do país. Além disso, muitas peças de infraestrutura pública, como aeroportos, rodovias e estádios foram renomeados em homenagem a Alexandre e Filipe. Essas ações são vistas como provocações deliberadas na vizinha Grécia, exacerbando a disputa e atrasando ainda mais as aplicações da União Europeia e da OTAN na Macedônia. A política também atraiu críticas internas, bem como de diplomatas europeus.
Em novembro de 2008, a Macedônia instaurou um processo perante a Corte Internacional de Justiça contra a Grécia alegando violações do Acordo Provisório de 1995 que impediu sua adesão à OTAN. Solicitou-se à corte que ordenasse à Grécia que cumprisse suas obrigações dentro do Acordo, que é juridicamente vinculante para ambos os países. Em 2011, o Tribunal Internacional de Justiça das Nações Unidas determinou que a Grécia violou o Artigo 11 do Acordo Provisório de 1995 ao vetar a candidatura da Macedônia para a adesão à OTAN na cúpula de 2008 em Bucareste. O tribunal, contudo, não considerou necessário atender ao pedido da Macedônia de instruir a Grécia a abster-se de ações semelhantes no futuro, já que "[uma] regra geral, não há razão para supor que um Estado cujo ato ou conduta tenha sido declarada ilícita pelo Tribunal irá repetir esse ato ou conduta no futuro, uma vez que a sua boa-fé deve ser presumida "; nem houve até agora uma mudança na posição da União Europeia de que as negociações de adesão da Macedônia não possam começar até que a questão do nome seja resolvida.
Em 17 de junho de 2018, a Grécia e a República da Macedônia assinaram um acordo para encerrar sua disputa, que resultaria na renomeação da ex-república iugoslava para República da Macedônia do Norte (Република Северна Македонија). O acordo ainda exige a ratificação por ambos os parlamentos para entrar em vigor. A partir de junho de 2018, espera-se que os dois governos tenham que superar a dura oposição política em seus respectivos países para concluir esse processo. A Macedônia realizou um referendo consultivo sobre as mudanças necessárias em sua constituição em setembro de 2018. Com a aprovação do Parlamento da Macedônia para a mudança de nome, resta a aprovação do Parlamento Grego para que a nomenclatura Macedônia do Norte seja aceita (embora existam empecilhos por parte dos governos de ambos os países nesta questão).

## Subdivisões

Regiões estatísticas da Macedônia do Norte

As regiões estatísticas da Macedônia do Norte existem apenas para fins legais e estatísticos. As regiões são:
- Oriental
- Nordeste
- Pelagônia
- Polog
- Escópia
- Sudeste
- Sudoeste
- Vardar

Em agosto de 2004, a atual Macedônia do Norte foi reorganizada em 84 municípios (opštini; singular Opština); 10 dos municípios constituem a cidade de Escópia, uma unidade distinta de autogoverno local e capital do país.
A maioria dos municípios atuais era inalterada ou apenas amalgamada dos 123 municípios anteriores estabelecidos em setembro de 1996; outros foram consolidados e suas fronteiras mudaram. Antes disso, o governo local era organizado em 34 distritos administrativos, comunas ou condados (também opštini).

## Economia
Classificado como o quarto "melhor estado reformador" de 178 países classificados pelo Banco Mundial em 2009, a Macedônia do Norte passou por uma reforma econômica considerável desde a independência. O país desenvolveu uma economia aberta, com o comércio representando mais de 90% do PIB nos últimos anos. Desde 1996, a Macedônia do Norte tem testemunhado um crescimento econômico estável, embora lento, com o PIB crescendo 3,1% em 2005. Este número deve subir para uma média de 5,2% no período 2006–2010. O governo tem se mostrado bem-sucedido em seus esforços para combater a inflação, com uma taxa de inflação de apenas 3% em 2006 e 2% em 2007, e implementou políticas focadas em atrair investimentos estrangeiros e promover o desenvolvimento de pequenas e médias empresas (PMEs). O atual governo introduziu um sistema tributário plano com a intenção de tornar o país mais atraente para o investimento estrangeiro. A taxa de imposto fixa foi de 12% em 2007 e foi novamente reduzida para 10% em 2008. Apesar dessas reformas, a partir de 2005 a taxa de desemprego da Macedônia do Norte era de 37,2% e, a partir de 2006, sua taxa de pobreza era de 22%. No entanto, devido a uma série de medidas de emprego, bem como o processo bem sucedido de atrair empresas multinacionais, e de acordo com o Gabinete Estatístico da Macedônia do Norte, a taxa de desemprego do país no primeiro trimestre de 2015 diminuiu para 27,3%. As políticas e os esforços do governo em relação a investimentos estrangeiros diretos resultaram no estabelecimento de subsidiárias locais de várias empresas líderes mundiais de fabricação, especialmente da indústria automotiva, tais como: Johnson Controls Inc., Van Hool NV, Johnson Matthey plc, Lear Corp. , Visteon Corp, Kostal GmbH, Gentherm Inc., Grupo Dräxlmaier, Kromberg & Schubert, Marquardt GmbH, Amphenol Corp., Tekno Hose SpA, KEMET Corp., Key Safety Systems Inc., ODW-Elektrik GmbH, etc.
A Macedônia do Norte tem uma das maiores parcelas de pessoas que lutam financeiramente, com 72% de seus cidadãos declarando que só conseguiriam sustentar a renda da casa "com dificuldade" ou "com grande dificuldade", embora a Macedônia do Norte, junto com a Croácia, fosse o único país nos Balcãs Ocidentais para não relatar um aumento nesta estatística. A corrupção e um sistema legal relativamente ineficaz também atuam como restrições significativas ao desenvolvimento econômico bem-sucedido. A Macedônia do Norte ainda tem um dos menores PIBs per capita da Europa. Além disso, o mercado cinza do país é estimado em cerca de 20% do PIB.
Em termos de estrutura do PIB, a partir de 2013 o setor manufatureiro, incluindo mineração e construção, representou a maior parte do PIB em 21,4%, ante 21,1% em 2012. O setor de comércio, transporte e acomodação representa 18,2% do PIB em 2013, até de 16,7% em 2012, enquanto a agricultura representa 9,6%, ante 9,1% no ano anterior.
Em termos de comércio exterior, o maior setor que contribuiu para as exportações do país em 2014 foi "produtos químicos e afins", com 21,4%, seguido pelo setor "máquinas e equipamentos de transporte", com 21,1%. Os principais setores importadores da Macedônia do Norte em 2014 foram "bens manufaturados classificados principalmente por material" com 34,2%, "máquinas e equipamentos de transporte" com 18,7% e "combustíveis minerais, lubrificantes e materiais correlatos" com 14,4% do total importado. Até 68,8% do comércio exterior em 2014 foi feito com a UE, o que torna a União, de longe, o maior parceiro comercial da Macedônia do Norte (23,3% com a Alemanha, 7,9% com o Reino Unido, 7,3% com a Grécia, 6,2% com a Itália, etc.). Quase 12% do total do comércio externo em 2014 foi feito com os países dos Balcãs Ocidentais.
Com um PIB per capita de US$ 9 157 na paridade do poder de compra e um Índice de Desenvolvimento Humano de 0,701, a Macedônia do Norte é menos desenvolvida e tem uma economia consideravelmente menor do que a maioria das antigas repúblicas da Iugoslávia.
Segundo os dados do Eurostat, o PIB per capita da PPS macedónia era de 36% da média da União Europeia em 2014.

### Turismo
O turismo é uma parte importante da economia da Macedônia do Norte. A abundância de atrações naturais e culturais do país o torna um destino atraente dos visitantes. Recebe cerca de 700 000 turistas anualmente.

## Infraestrutura

### Transportes

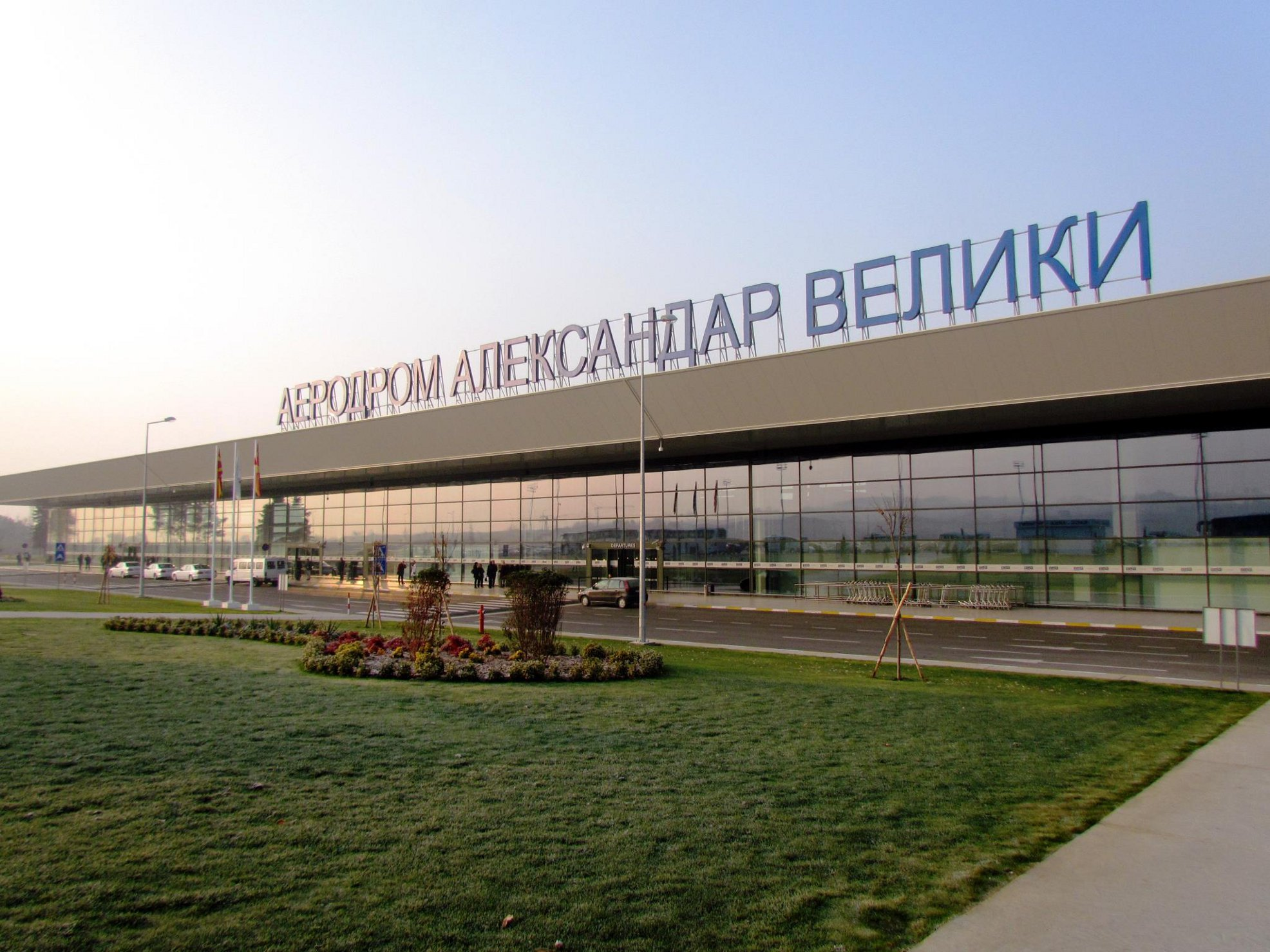
Aeroporto Internacional de Escópia

A Macedônia do Norte está em sua posição de país continental no meio da península balcânica, e as principais conexões de transporte do país são aquelas que ligam as diferentes partes da península (ligações transbalcânicas). Particularmente importante é a conexão entre o norte-sul e o vale de Vardar, que liga a Grécia ao resto da Europa.
O comprimento total da rede ferroviária na Macedônia do Norte é de 699 km. A linha férrea mais importante é a linha na fronteira com a Sérvia–Cumanovo–Escópia–Veles–Gevgelija–fronteira com a Grécia. Desde 2001, a linha ferroviária Beljakovci foi construída — a fronteira com a Bulgária, que terá uma conexão direta Escópia-Sófia. O centro ferroviário mais importante do país é Escópia, enquanto os outros dois são Veles e Cumanovo.
A Macedonian Post é uma empresa estatal da Macedônia do Norte para o fornecimento de tráfego postal. Foi fundada em 1992 como PTT Macedonia. Em 1993, foi admitida na União Postal Mundial em 1997, a PTT Macedonia foi dividida em Macedonian Telekom e Macedonian Post. No que diz respeito ao transporte aquaviário, apenas o tráfego de lagos através de Ocrida e do Lago Prespan foi desenvolvido, principalmente para fins turísticos.
Existem 17 aeroportos oficialmente na Macedônia do Norte, dos quais 11 são com substratos sólidos. Entre eles estão dois aeroportos de caráter internacional, já que estão listados no Código IATA: o Aeroporto Alexandre o Grande de Escópia e o Aeroporto Internacional São Paulo Apóstolo de Ocrida.

### Educação
Os níveis mais altos de educação podem ser obtidos em uma das cinco universidades públicas: Universidade Santos Cirilo e Metódio de Escópia, Universidade de Bitola de São Clemente ode Ocrida, Universidade de Štip Goce Delčev, Universidade Estadual de Tetovo e Universidade de Ciência da Informação e Tecnologia São Paulo Apóstolo de Ocrida. Há uma série de instituições universitárias privadas, como a Universidade Europeia, a Universidade Eslava em Sveti Nikole, a Universidade do Sudeste Europeu e outras.
A Agência dos Estados Unidos para o Desenvolvimento Internacional assinou um projeto chamado Macedonia Connects, que transformou a Macedônia do Norte no primeiro país de banda larga sem fio do mundo. O Ministério da Educação e Ciências informa que 461 escolas (primária e secundária) estão agora conectadas à internet. Além disso, um provedor de serviços de Internet (On.net) criou uma rede MESH para fornecer serviços WIFI nas 11 maiores cidades do país. A biblioteca nacional da Macedônia do Norte, a Biblioteca Nacional e Universitária São Clemente de Ocrida, está em Escópia.

## Cultura
A Macedônia do Norte possui uma rica herança cultural em arte, arquitetura, poesia e música. Tem muitos locais religiosos antigos e protegidos. Festivais de poesia, cinema e música são realizados anualmente. Os estilos musicais macedônios desenvolveram-se sob a forte influência da música da igreja bizantina. A Macedônia do Norte possui um número significativo de pinturas a fresco bizantinas preservadas, principalmente do período entre os séculos XI e XVI. Há vários milhares de metros quadrados de afrescos preservados, a maior parte dos quais está em muito bom estado de conservação e representam obras-primas da escola macedônica de pintura eclesiástica.
Os eventos culturais mais importantes do país são o Festival de Verão de Música Clássica e Drama de Ocrida, as Noites de Poesia de Struga que reúnem poetas de mais de 50 países do mundo, o Open Youth Theatre e o Skopje Jazz Festival em Escópia. A Ópera Macedônia abriu em 1947 com uma performance de Cavalleria rusticana sob a direção de Branko Pomorisac. Todos os anos, as Noites da Ópera de Maio são realizadas em Escópia por cerca de 20 dias. A primeira performance da Ópera de Maio foi a de csar Samuel, de Kiril Makedonski, em maio de 1972.

### Culinária

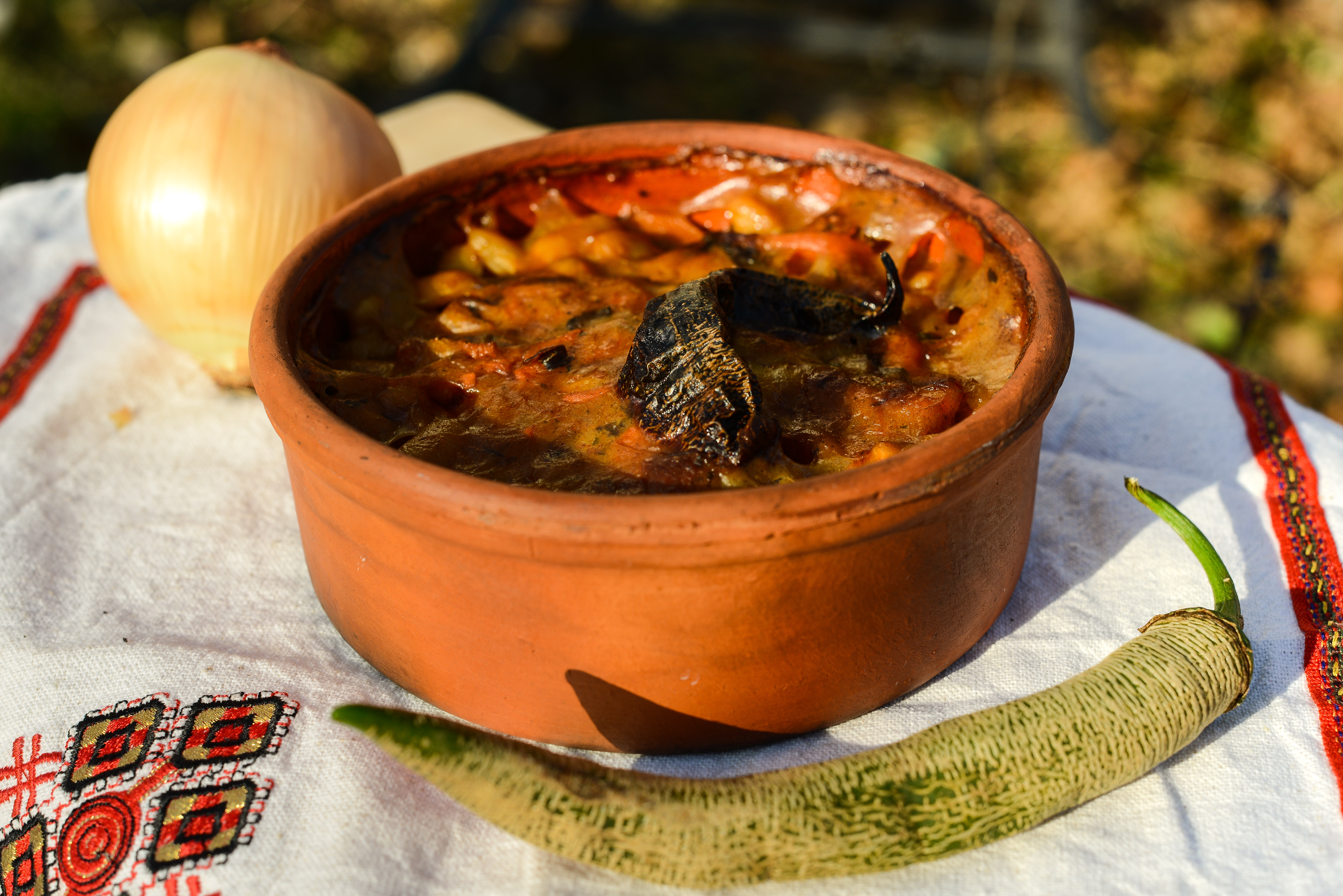
Tavče gravče

A culinária da Macedônia do Norte é uma representação da culinária dos Bálcãs — refletindo influências mediterrâneas (gregas) e do Oriente Médio (turcas) e, em menor grau, italianas, alemãs e europeias orientais (especialmente húngaras). O clima relativamente quente na Macedônia do Norte oferece excelentes condições de crescimento para uma variedade de vegetais, ervas e frutas. Assim, a culinária macedônia é particularmente diversificada.
Famosa por sua rica salada Šopska, um aperitivo e acompanhamento que acompanha quase todas as refeições, a culinária macedônia também é reconhecida pela diversidade e qualidade de seus produtos lácteos, vinhos e bebidas alcoólicas locais, como o rakija. Tavče Gravče e mastika são considerados o prato nacional e bebida da Macedônia do Norte, respectivamente.

### Esportes
Futebol e handebol são os esportes mais populares na Macedônia do Norte. A seleção nacional de futebol é controlada pela Federação de Futebol da Macedônia do Norte. Seu estádio é a Arena Toše Proeski.
O handebol é outro importante esporte coletivo do país. Em 2002, Kometal Skopje venceu a Taça da Liga dos Campeões Femininos da EHF. O Campeonato Europeu Feminino de Handebol foi realizado em 2008 na Macedônia. Os locais em que o torneio aconteceu foram localizados em Escópia e Ocrida; a equipe nacional terminou em sétimo lugar. Os clubes macedônios tiveram sucesso em competições europeias. O RK Vardar venceu a Liga dos Campeões EHF 2016–17, enquanto Kometal Gjorče Petrov Skopje venceu o evento feminino em 2002.
O time nacional de basquetebol da Macedônia do Norte representa o país nas provas de basquetebol internacionais. A equipe é dirigida pela Federação de Basquetebol da Macedônia do Norte, o órgão que rege este desporto, que foi criada em 1992 e ingressou na FIBA em 1993. A Macedônia do Norte participou de três Eurobaskets desde então, com sua melhor colocação no 4º lugar em 2011. jogos em casa no Boris Trajkovski Arena, em Escópia.
Nos meses de verão, a Maratona de Natação de Ocrida é um evento anual no Lago Ocrida e, durante os meses de inverno, há esqui nos centros de esportes de inverno. A Macedônia do Norte também participa dos Jogos Olímpicos. A participação nos Jogos é organizada pelo Comitê Olímpico da Macedônia do Norte.

### Cinema
O primeiro filme a ser produzido no território que nos dias de hoje forma o país foi feito em 1895 por Janaki e Milton Manaki em Bitola. Ao longo do século XX, o cinema retratou a história, a cultura e a vida cotidiana do povo macedônio. Ao longo dos anos, muitos filmes macedônios foram apresentados em festivais de cinema em todo o mundo e vários desses filmes ganharam prêmios de prestígio. O primeiro longa-metragem macedônio foi Frosina, lançado em 1952. O primeiro longa-metragem colorido foi Miss Stone, um filme sobre um missionário protestante na Macedônia otomana. Foi lançado em 1958. O filme de maior bilheteria na Macedônia do Norte foi Bal-Can-Can, tendo sido visto por mais de 500 000 pessoas em seu primeiro ano. Em 1994, o filme de Milčo Mančevski, Pred dozhdot ("Antes da Chuva" no Brasil), foi indicado ao Oscar de Melhor Filme Estrangeiro e ganhou o Leão de Ouro no Festival de Veneza. Manchevski continua a ser o mais proeminente cineasta moderno do país, tendo posteriormente escrito e dirigido Dust, de 2001.

### Mídia
O jornal mais antigo do país é o Nova Makedonija, fundado em 1944. Outros jornais e revistas mais conhecidos são: Utrinski vesnik, Dnevnik, Vest, Fokus, Večer, Tea Moderna, Makedonsko Sonce e Koha. O canal público é a Makedonska Radio Televizija, fundada em 1993. A TEKO TV, de Štip foi o primeiro canal privado de televisão a surgir no país, em 1989. Outros canais privados populares são: Sitel, Kanal 5, Telma, Alfa TV e Alsat-M.